# Blue (альбом Джони Митчелл)
Blue — четвёртый студийный альбом канадской автора-исполнительницы Джони Митчелл, выпущенный 22 июня 1971 на лейбле Reprise. Альбом имел коммерческий успех и был благосклонно принят музыкальными критиками. «Blue» попал во многие списки лучших альбомов по версиям различных изданий, в том числе на тридцатую строчку списка из 500 величайших альбомов всех времён по версии журнала Rolling Stone в версии 2003 года и на третью — в версии 2020 года.

## Описание
Альбом создавался и записывался в период, когда Джони Митчелл расставалась с Грэмом Нэшем и влюблялась в Джеймса Тейлора. Предположительно, Тейлор и отношения с ним были главной темой альбома. Горечь расставания, личные глубокие переживания Митчелл перенесла в тексты и музыку. По выражению Джима Макни, «Blue» является «вершиной исповедального песенного творчества, иллюстрируя радость и беды романтических отношений».
В 1979 году Митчелл рассказывала: «На альбоме „Blue“ едва ли есть нечестные ноты в вокале. В тот период моей жизни у меня не было никакой личной защиты. Я чувствовала себя целлофановой обёрткой на пачке сигарет. Я чувствовала, что у меня не было абсолютно никаких секретов от мира, и я не могла делать вид, что могу быть сильной в моей жизни. Или быть счастливой. Но это пошло на пользу музыке, потому что в ней тоже не было защитных преград».
Большая часть материала для «Blue» была записана во время путешествия Митчелл по «тропе хиппи» в Европе в 1970 году. Она посетила Великобританию, Францию, Испанию и Грецию, в том числе сообщество хиппи в деревне Матала на острове Крит. Одна из песен альбома («Carey») была посвящена шеф-повару кафе в Матале, с которым певица познакомилась, когда тот через окно вылетел на улицу возле неё от взрыва газовой плиты. Во время пребывания в Греции Митчелл научилась играть на дульцимере, на котором впоследствии играла во время записи нескольких треков альбома.

## Список композиций
Слова и музыка всех песен — Джони Митчелл.
| №  | Название       | Длительность |
| -- | -------------- | ------------ |
| 1. | «All I Want»   | 3:32         |
| 2. | «My Old Man»   | 3:33         |
| 3. | «Little Green» | 3:25         |
| 4. | «Carey»        | 3:00         |
| 5. | «Blue»         | 3:00         |

| №   | Название                      | Длительность |
| --- | ----------------------------- | ------------ |
| 6.  | «California»                  | 3:48         |
| 7.  | «This Flight Tonight»         | 2:50         |
| 8.  | «River»                       | 4:00         |
| 9.  | «A Case of You»               | 4:20         |
| 10. | «The Last Time I Saw Richard» | 4:13         |

## Участники записи
- Джони Митчелл — дульцимер, гитара, фортепиано, вокал
- Стивен Стиллз — бас-гитара и гитара на «Carey»
- Джеймс Тейлор — гитара на «California», «All I Want», «A Case of You»
- Сники Пит Клейноу — гитара на «California», «This Flight Tonight»
- Расс Канкел — ударные на «California», «Carey», «A Case of You»

## Критика
| Оценки критиков                      | Оценки критиков |
| Источник                             | Оценка          |
| ------------------------------------ | --------------- |
| AllMusic                             | [ 1 ]           |
| About.com                            | [ 8 ]           |
| Pitchfork Media                      | 10/10           |
| Роберт Кристгау                      | (A)             |
| MusicHound                           | [ 11 ]          |
| Пол Роланд                           | [ 12 ]          |
| Rolling Stone                        | (положительный) |
| The Rolling Stone Album Guide        | [ 14 ]          |
| Мартин Стронг                        | 9/10            |
| Virgin Encyclopedia of Popular Music | [ 12 ]          |

Альбом был благосклонно принят музыкальными критиками.
«Blue» рассматривается многими критиками как один из величайших альбомов всех времён, высоко оцениваются тексты и музыка песен альбома. Журнал Rolling Stone поставил альбом на 30-е место в списке 500 величайших альбомов всех времён по версии журнала Rolling Stone, что стало наивысшей позицией для женщины-исполнителя. В 2012 году Rolling Stone поставил альбом на 2-е место в своём списке 50 лучших женских рок-альбомов («Women Who Rock: The 50 Greatest Female Albums Of All Time»).
В январе 2000 года газета New York Times поместила «Blue» в топ-25 альбомов, которые стали «переломными моментами и вершинами в популярной музыке XX века». В 2001 году музыкальный канал VH1 поставил альбом на 14-ю строчку списка 100 лучших альбомов всех времён, что стало высшей позицией среди женщин-исполнительниц.
В 2002 журнал Q поставил «Blue» на 8-е место в списке лучших альбомов среди женщин-исполнительниц, а в 2006 журнал Time поместил Blue на 54-ю строчку в свой список ста лучших альбомов всех времён.

## Позиции в хит-парадах
Альбом «Blue» стал платиновым и достиг 15-й позиции в рейтинге Billboard 200. В UK Albums Chart альбом дошёл до третьей строчки. Сингл «Carey» доходил до 93 места в чарте Billboard Hot 100.
Годовые чарты:
| Чарт (1971)                        | Позиция |
| ---------------------------------- | ------- |
| США (Billboard Top Popular Albums) | 87      |